# Joaquin Phoenix
Joaquin Phoenix (Joaq) (San Juan, Portoriko, 28. listopada 1974.), američki glumac.

## Životopis
Počeo je glumiti još kao dijete. Pokazao je sposobnost portretiranja međusobno vrlo različitih likova. Godine 1986., s dvanaest godina, dobio je ulogu u filmu Spacecamp, a 1987. je glumio u Russkies uz svoju sestru Summer i Carole King. U filmu Rona Howarda "Roditelji" iz 1989. godine dobio je ulogu adolescenta, sina Dianne Wiest. 
Godine 1995. nakon dužeg prekida u snimanju, Phoenix je dobio pohvale za svoju glumu u filmu Gusa Van Santa Žena za koju se umire uz Nicole Kidman. Dvije godine kasnije glumio je uz Liv Tyler, Billya Crudupa i Jennifer Connelly u filmu Kako smo izmislili Abbotove. Iste godine glumio je uz Claire Danes, Seana Penna i Jennifer Lopez u filmu Olivera Stonea Pogrešno skretanje. Radeći bez prestanka, 1998. glumio je u dva filma - Povratak u raj, gdje su mu partneri bili Anne Heche i Vince Vaughn te u Glinenim golubovima, gdje je ponovno udružio snage s Vaughnom. Sljedeće godine glumio je uz Nicolasa Cagea u filmu Joela Schumachera 8 milimetara. 
Godina 2000. bila je ključna za Joaquina, jer je tijekom nje glumio u tri međusobno vrlo različita filma. Tumačio je ulogu Komoda u Gladijatoru Ridleya Scotta uz Russella Crowea, a dobio je nagrade National Board of Review, The Broadcast Films Critics Award i Blockbuster Award. Također je bio nominiran za nagradu Oscar, kao i za Zlatni globus. Iste godine glumio je uz Marka Wahlberga, Jamesa Caana, Faye Dunaway, Ellen Burstyn i Charlize Theron u filmu U ime pravde. Zatim se pojavio u Otrovnom peru markiza de Sadea uz Kate Winslet i Geoffreya Rusha, filmu koji je snimljen prema nagrađenoj drami Douglasa Wrighta o markizu de Sadeu. Godine 2002. dobio je ulogu u Misterioznim znakovima M. Night Shymalana - partner mu je bio Mel Gibson - a sljedeće godine sinkronizirao je glas "Kenaia" u animiranome filmu Legenda o medvjedu. 
Godine 2003. M. Night Shymalan ga je ponovno angažirao u trileru Zaselak. Uslijedio je film Sirena za uzbunu, a 2005. glumio je u filmu Hod po rubu za u kojem je glumio legendarnog Johnnyja Casha. Za taj film osvojio je Zlatni globus i nominaciju za prestižnu nagradu Oscar.

## Nepotpuna filmografija
- 2000. Gladijator, U ime pravde, Otrovno pero markiza de Sadea
- 2004. Zaselak (The village)
- 2005. Hod po rubu (Walk the line)
- 2008. Ljubavnici (Two lovers)
- 2012. Master (The master)
- 2019. Joker